# الطاحونة (معان)
الطاحونة منطقة سكنية تقع في لواء قصبة معان، محافظة معان في الأردن. تنتمي المنطقة لقضاء معان الذي يضم 5 مناطق. يقدر عدد سكانها بـ 11 نسمة حسب إحصاء 2015.

## الوصلات الخارجية
- دائرة الاحصاءات العامة